# 睡神星
14827 睡神星 (英文：Hypnos，也常用其臨時名稱 1986 JK稱呼) 是一顆阿波羅型小行星、近地小行星，是卡罗琳·舒梅克和尤金·舒梅克夫婦在1986年5月5日於帕洛瑪山天文台發現的。它被以希臘神話的睡神 (英文：Hypnos) 命名。
睡神星可能是一顆熄火彗星的核，任何來自出氣口殘餘的揮發性物質都被表面數公分厚的地殼阻絕了。睡神星經常受到木星攝動的影響。
在1958年，睡神星曾以小於0.03天文單位的距離經過地球與火星，睡神星自862年經過地球之後，迄2214年之前，都未曾也不會如此接近地球。
自1986年發現以來，它已經被觀測170次，有著很明確的軌道。

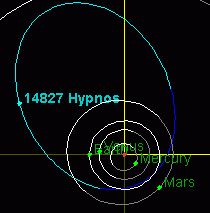
睡神星軌道的高離心率 (0.66) 像是彗星。

## 外部連結
- Orbital simulation from JPL (Java) / Ephemeris （页面存档备份，存于）